# 德米特里·斯克里瓦诺夫
德米特里·斯坦尼斯拉沃维奇·斯克里瓦诺夫（羅馬化：Dmitriy Stanislavovich Skrivanov；1971年8月15日—）是俄罗斯政治人物，第七届和第八届国家杜马代表。
1990年代，斯克里瓦诺夫从事经济领域的私人法律业务。2000年3月26日，他当选第二届彼尔姆边疆区立法议会代表。他分别于2001年和2006年连任。2008年至2012年，斯克里瓦诺夫领导统一俄罗斯党彼尔姆边疆区分部。2016年和2021年，他分别当选第七届和第八届国家杜马议员。

## 制裁
斯克里瓦诺夫于2022年因俄乌战争而受到英国政府制裁。